# Liga das Nações da CONCACAF A de 2024–25
A Liga das Nações da CONCACAF A de 2024–25 foi a primeira divisão da edição 2024–25 da Liga das Nações da CONCACAF, é a quarta temporada da competição de futebol que envolve as 16 seleções nacionais masculinas de futebol afiliadas a CONCACAF. Esta edição de Liga A servirá como eliminatórias para a Copa Ouro da CONCACAF de 2025, a final será disputada em março de 2025.

## Formato
A Liga A mantém o mesmo formato da edição 2023–24, que consiste em fase de grupos, quartas de final, semifinal e final. As 16 equipes entram na competição na fase de grupos ou diretamente nas quartos de final de acordo com sua posição no ranking da CONCACAF (de 31 de março de 2024), com as 12 equipes piores colocadas entrando na fase de grupos e as 4 melhores equipes entrando direto nas quartas de final.

### Mudanças de equipe
A seguir estão as seleções promovidas e as rebaixadas na edição anterior da Liga A e B 2023–24.
| Promovidos da Liga das Nações da CONCACAF B de 2023–24 |
| ------------------------------------------------------ |
| - Guadalupe - Guiana Francesa - Guiana - Nicarágua     |

| Rebaixados para Liga das Nações da CONCACAF B de 2024–25 |
| -------------------------------------------------------- |
| - Curaçau - El Salvador - Granada - Haiti                |

### Sorteio
O sorteio para a fase de grupos foi realizado em 6 de maio de 2024 em Miami, Estados Unidos.
| Seleção        | Pts   | Pos |
| -------------- | ----- | --- |
| México         | 1.907 | 1   |
| Estados Unidos | 1.849 | 2   |
| Panamá         | 1.737 | 3   |
| Canadá         | 1.710 | 4   |

| Seleção    | Pts   | Pos |
| ---------- | ----- | --- |
| Jamaica    | 1.677 | 5   |
| Costa Rica | 1.621 | 6   |

| Seleção   | Pts   | Pos |
| --------- | ----- | --- |
| Honduras  | 1.431 | 7   |
| Guatemala | 1.395 | 9   |

| Seleção           | Pts   | Pos |
| ----------------- | ----- | --- |
| Trinidad e Tobago | 1.344 | 10  |
| Martinica         | 1.322 | 11  |

| Seleção   | Pts   | Pos |
| --------- | ----- | --- |
| Cuba      | 1.158 | 13  |
| Guadalupe | 1.119 | 15  |

| Seleção   | Pts   | Pos |
| --------- | ----- | --- |
| Nicarágua | 1.112 | 16  |
| Suriname  | 1.070 | 17  |

| Seleção         | Pts   | Pos |
| --------------- | ----- | --- |
| Guiana Francesa | 1.058 | 18  |
| Guiana          | 1.040 | 19  |

## Calendário
| Fase             | Rodada                      | Datas                     |
| ---------------- | --------------------------- | ------------------------- |
| Fase de Grupos   | Primeira rodada             | 5–6 de setembro de 2024   |
| Fase de Grupos   | Segunda rodada              | 9–10 de setembro de 2024  |
| Fase de Grupos   | Terceira rodada             | 10–11 de outubro de 2024  |
| Fase de Grupos   | Quarta rodada               | 14–15 de outubro de 2024  |
| Play-In          | partida de Ida              | 14–15 de novembro de 2024 |
| Play-In          | partida de Volta            | 18–19 de novembro de 2024 |
| Quartas de Final | partida de Ida              | 14–15 de novembro de 2024 |
| Quartas de Final | partida de Volta            | 18-19 de novembro de 2024 |
| Fase Final       | Semifinais                  | 20–23 de março de 2025    |
| Fase Final       | Disputa pelo terceiro lugar | 20–23 de março de 2025    |
| Fase Final       | Final                       | 20–23 de março de 2025    |

## Fase de grupos
O calendário de partidas foi confirmado pela CONCACAF em 23 de maio de 2024.

### Grupo A
| Pos | Equipe     | Pts | J | V | E | D | GP | GC | SG | Classificação ou descenso                                    |  | Costa Rica | Suriname | Guatemala | Martinica | Guadalupe | Guiana |
| --- | ---------- | --- | - | - | - | - | -- | -- | -- | ------------------------------------------------------------ |  | ---------- | -------- | --------- | --------- | --------- | ------ |
| 1   | Costa Rica | 8   | 4 | 2 | 2 | 0 | 7  | 1  | +6 | Classificados para as Quartas de Final                       |  | —          |          | 3–0       |           | 3–0       |        |
| 2   | Suriname   | 7   | 4 | 2 | 1 | 1 | 9  | 4  | +5 | Classificados para as Quartas de Final                       |  | 1–1        | —        |           |           |           | 5–1    |
| 3   | Guatemala  | 7   | 4 | 2 | 1 | 1 | 6  | 5  | +1 | Classificados para as Eliminatórias da Copa Ouro da CONCACAF |  | 0–0        |          | —         | 3–1       |           |        |
| 4   | Martinica  | 5   | 4 | 1 | 2 | 1 | 4  | 5  | −1 | Classificados para as Eliminatórias da Copa Ouro da CONCACAF |  |            |          |           | —         | 0–0       | 2–2    |
| 5   | Guadalupe  | 4   | 4 | 1 | 1 | 2 | 1  | 4  | −3 | Classificados para o Play-In e Rebaixados para Liga B        |  |            | 1–0      |           | 0–1       | —         |        |
| 6   | Guiana     | 1   | 4 | 0 | 1 | 3 | 5  | 13 | −8 | Classificados para o Play-In e Rebaixados para Liga B        |  |            | 1–3      | 1–3       |           |           | —      |

| 5 de setembro de 2024 | Guiana            | 1 – 3     | Suriname                                      | Synthetic Track and Field Facility, Leonora |
| 16:00 (UTC−4)         | Glasgow 43' (pen) | Relatório | van der Kust 18' · Montnor 66' · Misidjan 83' | Árbitro: JAM Christopher Mason              |

| 5 de Setembro de 2024 | Costa Rica                              | 3 – 0     | Guadalupe | Estádio Nacional, San José |
| 18:00 (UTC−6)         | Calvo 50' · Lassiter 77' · Madrigal 81' | Relatório |           | Árbitro: MEX Katia García  |

| 5 de setembro de 2024 | Guatemala                                   | 3 – 1     | Martinica | Estádio Nacional Doroteo Guamuch Flores, Cidade da Guatemala |
| 20:00 (UTC−6)         | Rubin 3' · Pinto 61' (pen) · Martínez 90+5' | Relatório | Appin 51' | Árbitro: PUR José Raúl Torres                                |

| 9 de setembro de 2024 | Guadalupe    | 1 – 0     | Suriname | Stade Roger-Zami, Le Gosier |
| 16:00 (UTC−4)         | Leborgne 67' | Relatório |          | Árbitro: GRN Reon Radix     |

| 9 de setembro de 2024 | Martinica                 | 2 – 2     | Guiana           | Stade Pierre-Aliker, Forte da França |
| 16:00 (UTC−4)         | Labeau 45+2' · Varane 86' | Relatório | I.Jones 14', 24' | Árbitro: TRI Kwinsi Williams         |

| 9 de setembro de 2024 | Guatemala | 0 – 0     | Costa Rica | Estádio Nacional Doroteo Guamuch Flores, Cidade da Guatemala |
| 20:00 (UTC−6)         |           | Relatório |            | Árbitro: MEX Daniel Quintero Huitrón                         |

| 11 de outubro de 2024 | Guadalupe | 0 – 1     | Martinica  | Stade Roger-Zami, Le Gosier |
| 16:00 (UTC−4)         |           | Relatório | Labeau 86' | Árbitro: HON Selvin Brown   |

| 11 de outubro de 2024 | Suriname    | 1 – 1     | Costa Rica  | Dr. Ir. Franklin Essed Stadium, Paramaribo |
| 19:00 (UTC−3)         | Vlijter 34' | Relatório | Alcócer 12' | Árbitro: MEX Adonai Escobedo González      |

| 11 de outubro de 2024 | Guiana           | 1 – 3     | Guatemala                         | Synthetic Track and Field Facility, Leonora |
| 21:00 (UTC−4)         | Duke-McKenna 31' | Relatório | Santis 17', 68' · Castellanos 61' | Árbitro: SLV Ismael Cornejo                 |

| 15 de outubro de 2024 | Costa Rica                           | 3 – 0     | Guatemala | Estádio Nacional, San José    |
| 18:00 (UTC−6)         | Madrigal 9' · Vargas 38' · Calvo 72' | Relatório |           | Árbitro: USA Joseph Dickerson |

| 15 de outubro de 2024 | Martinica | 0 – 0     | Guadalupe | Stade Pierre-Aliker, Forte da França |
| 20:00 (UTC−4)         |           | Relatório |           | Árbitro: CAN Pierre-Luc Lauziere     |

| 15 de outubro de 2024 | Suriname                                                | 5 – 1     | Guiana       | Dr. Ir. Franklin Essed Stadium, Paramaribo |
| 21:00 (UTC−3)         | Becker 3', 10' · Misidjan 33' · Jubitana 51' · Haps 69' | Relatório | Ja.Jones 13' | Árbitro: JAM Steffon Dewar                 |

### Grupo B
| Pos | Equipe            | Pts | J | V | E | D | GP | GC | SG | Classificação ou descenso                                    |  | Jamaica | Honduras | Nicarágua | Trindade e Tobago | Cuba | Guiana Francesa |
| --- | ----------------- | --- | - | - | - | - | -- | -- | -- | ------------------------------------------------------------ |  | ------- | -------- | --------- | ----------------- | ---- | --------------- |
| 1   | Jamaica           | 8   | 4 | 2 | 2 | 0 | 4  | 1  | +3 | Classificados para as Quartas de Final                       |  | —       | 0–0      |           |                   | 0–0  |                 |
| 2   | Honduras          | 7   | 4 | 2 | 1 | 1 | 8  | 4  | +4 | Classificados para as Quartas de Final                       |  | 1–2     | —        |           | 4–0               |      |                 |
| 3   | Nicarágua         | 7   | 4 | 2 | 1 | 1 | 5  | 5  | 0  | Classificados para as Eliminatórias da Copa Ouro da CONCACAF |  | 0–2     |          | —         |                   |      | 3–2             |
| 4   | Trinidad e Tobago | 5   | 4 | 1 | 2 | 1 | 5  | 7  | −2 | Classificados para as Eliminatórias da Copa Ouro da CONCACAF |  |         |          |           | —                 | 3–1  | 0–0             |
| 5   | Cuba              | 3   | 4 | 0 | 3 | 1 | 4  | 6  | −2 | Classificados para o Play-In e Rebaixados para Liga B        |  |         |          | 1–1       | 2–2               | —    |                 |
| 6   | Guiana Francesa   | 1   | 4 | 0 | 1 | 3 | 4  | 7  | −3 | Classificados para o Play-In e Rebaixados para Liga B        |  |         | 2–3      | 0–1       |                   |      | —               |

| 6 de setembro de 2024 | Guiana Francesa | 0 – 1     | Nicarágua      | Stade Municipal Dr. Edmard Lama, Caiena |
| 16:00 (UTC−3)         |                 | Relatório | Talavera 90+5' | Árbitro: GUA Julio Luna                 |

| 6 de setembro de 2024 | Jamaica | 0 – 0     | Cuba | Independence Park, Kingston     |
| 19:00 (UTC−5)         |         | Relatório |      | Árbitro: SLV Filiberto Martínez |

| 6 de setembro de 2024 | Honduras                                                   | 4 – 0     | Trinidad e Tobago | Estádio José de la Paz Herrera Uclés, Tegucigalpa |
| 20:00 (UTC−6)         | López 39' · Arriaga 45+2' · Rodríguez 54' · Ruiz-Ochoa 86' | Relatório |                   | Árbitro: USA Tori Penso                           |

| 10 de setembro de 2024 | Cuba             | 1 – 1     | Nicarágua      | Estádio Antonio Maceo, Santiago de Cuba |
| 16:00 (UTC−4)          | Espino 42' (pen) | Relatório | Talavera 90+7' | Árbitro: CAN Pierre Luc Lauziere        |

| 10 de setembro de 2024 | Trinidad e Tobago | 0 – 0     | Guiana Francesa | Estádio Dwight Yorke, Scarborough |
| 19:00 (UTC−4)          |                   | Relatório |                 | Árbitro: DOM Adonis Carrasco      |

| 10 de setembro de 2024 | Honduras       | 1 – 2     | Jamaica                                  | Estádio José de la Paz Herrera Uclés, Tegucigalpa |
| 20:00 (UTC−6)          | Ruiz-Ochoa 50' | Relatório | Maldonado 49' (g.c.) · Antonio 76' (pen) | Árbitro: MEX Víctor Cáceres Hernández             |

| 10 de outubro de 2024 | Guiana Francesa         | 2 – 3     | Honduras                                 | Sinnamary Omnisports Stadium Sinnamary |
| 16:30 (UTC−3)         | Galas 56' · Haabo 90+4' | Relatório | Lozano 45+1' · Flores 67' · Benguché 74' | Público: USA Lukasz Szpala             |

| 10 de outubro de 2024 | Cuba                     | 2 – 2     | Trinidad e Tobago     | Estádio Antonio Maceo, Santiago de Cuba |
| 16:00 (UTC−4)         | Ángel 64' · Casanova 75' | Relatório | Bateau 6' · Jones 70' | Árbitro: GUA Sergio Reyna               |

| 10 de outubro de 2024 | Nicarágua | 0 – 2     | Jamaica                           | Estádio Nacional de Nicarágua, Manágua |
| 20:00 (UTC−6)         |           | Relatório | Quijano 32' (g.c.) · Williams 69' | Árbitro: GUA Mario Alberto Escobar     |

| 14 de outubro de 2024 | Jamaica | 0 – 0     | Honduras | Independence Park, Kingston     |
| 20:00 (UTC−5)         |         | Relatório |          | Árbitro: USA Armando Villarreal |

| 14 de outubro de 2024 | Trinidad e Tobago                  | 3 – 1     | Cuba      | Estádio Dwight Yorke, Scarborough |
| 21:00 (UTC−4)         | Gilbert 13' · Jones 28' · Gill 65' | Relatório | Matos 62' | Árbitro: GUA Bryan López          |

| 14 de outubro de 2024 | Nicarágua                             | 3 – 2     | Guiana Francesa      | Estádio Nacional de Nicarágua, Manágua |
| 19:00 (UTC−6)         | Moreno 54' · Barrera 79' · Fletes 84' | Relatório | Baal 16' · Haabo 62' | Árbitro: SLV Iván Barton               |

## Quartas de final
O chaveamento das quartas de final foram determinados com base no Ranking da CONCACAF, em 16 de outubro de 2024 para as quatro equipes cabeças de chave e os resultados da fase de grupos para os vencedores e vice-campeões de cada grupo. As quatro equipes cabeças de chave que entraram direto nas quartas de final (Canadá, Estados Unidos, México e Panamá), decidiram as partidas de volta como mandantes.
| Seleção        | Pts  | Pos |
| -------------- | ---- | --- |
| México         | 1900 | 1°  |
| Canadá         | 1807 | 2°  |
| Estados Unidos | 1776 | 3°  |
| Panamá         | 1730 | 4°  |

| Seleção    | Pts | J | V | E | D | GP | GC | SG |
| ---------- | --- | - | - | - | - | -- | -- | -- |
| Costa Rica | 8   | 4 | 2 | 2 | 0 | 7  | 1  | +6 |
| Jamaica    | 8   | 4 | 2 | 2 | 0 | 4  | 1  | +3 |
| Suriname   | 7   | 4 | 2 | 1 | 1 | 9  | 4  | +5 |
| Honduras   | 7   | 4 | 2 | 1 | 1 | 8  | 4  | +4 |

Os vencedores desta fase avançam para a Copa Ouro da CONCACAF de 2025 enquanto os perdedores avançam para as eliminatórias da Copa Ouro.
Os confrontos foram os seguintes:
Quartas de final 1 (QF1): 4º cabeça de chave x Vencedor do grupo melhor classificado
Quartos-de-final 2 (QF2): 3º cabeça de chave x Vencedor do grupo com pior classificação
Quartos-de-final 3 (QF3): 2º cabeça de chave x Melhor segundo colocado do grupo
Quartas-de-final 4 (QF4): 1º cabeça de chave x Segundo colocado do grupo com pior classificação.

### Resumo
As partidas de ida foram disputadas em 14 e 15 de novembro e as partidas de volta em 18 e 19 de novembro.
| Equipe 1       | Total | Equipe 2   | 1.º jogo | 2.º jogo |
| -------------- | ----- | ---------- | -------- | -------- |
| Panamá         | 3–2   | Costa Rica | 1–0      | 2–2      |
| Estados Unidos | 5–2   | Jamaica    | 1–0      | 4–2      |
| Canadá         | 4–0   | Suriname   | 1–0      | 3–0      |
| México         | 4–2   | Honduras   | 0–2      | 4–0      |

### Partidas
| 14 de novembro de 2024 | Jamaica | 0 – 1     | Estados Unidos | Independence Park, Kingston                        |
| 20:00 (UTC−5)          |         | Relatório | Pepi 5'        | Público: 25 500 Árbitro: CRC Juan Gabriel Calderón |

| 14 de novembro de 2024 | Costa Rica | 0 – 1     | Panamá            | Estádio Nacional, San José                        |
| 20:00 (UTC−6)          |            | Relatório | Fajardo 66' (pen) | Público: 29 201 Árbitro: HON Héctor Saíd Martínez |

| 15 de novembro de 2024 | Suriname | 0 – 1     | Canadá      | Dr. Ir. Franklin Essed Stadium, Paramaribo |
| 20:30 (UTC−3)          |          | Relatório | Hoilett 82' | Público: 3 500 Árbitro: JAM Oshane Nation  |

| 15 de novembro de 2024 | Honduras       | 2 – 0     | México | Estádio General Francisco Morazán, San Pedro Sula |
| 20:00 (UTC−6)          | Palma 64', 83' | Relatório |        | Público: 12 866 Árbitro: GUA Walter López         |

| 18 de novembro de 2024 | Estados Unidos                                         | 4 – 2     | Jamaica       | Citypark, St. Louis                        |
| 19:00 (UTC−6)          | Pulisic 14' · Bernard 33' (g.c.) · Pepi 52' · Weah 56' | Relatório | Gray 53', 68' | Público: 21 080 Árbitro: GUA Mario Escobar |

| 18 de novembro de 2024 | Panamá                              | 2 – 2     | Costa Rica                           | Estádio Rommel Fernández, Cidade do Panamá      |
| 21:00 (UTC−5)          | Blackman 14' · Luis Rodríguez 45+3' | Relatório | Jesús Bran 24' · Alonso Martínez 73' | Público: 21 249 Árbitro: MEX César Arturo Ramos |

| 19 de novembro de 2024 | Canadá                           | 3 – 0     | Suriname | BMO Field, Toronto              |
| 20:30 (UTC−4)          | David 23' · Shaffelburg 30', 67' | Relatório |          | Árbitro: MEX Katia Itzel García |

| 19 de novembro de 2024 | México                                              | 4 – 0     | Honduras | Estádio Nemesio Díez, Toluca |
| 20:30 (UTC−6)          | Jiménez 42' · Martín 72', 90+7' (pen) · Sánchez 85' | Relatório |          | Árbitro: CAN Drew Fischer    |

## Play-In
O Play-In foi disputado pelas duas últimas seleções de cada grupo da Liga A (seleções classificadas em quinto lugar e sexto lugar) e as quatro melhores seleções da Liga C (vencedores dos grupos e a melhor segunda colocada). O Play-In foi disputado em novembro de 2024 com partidas de ida e volta, e os vencedores se classificaram para às Eliminatórias para Copa Ouro da CONCACAF.
| Seleção         | Pts | J | V | E | D | GP | GC | SG |
| --------------- | --- | - | - | - | - | -- | -- | -- |
| Guadalupe       | 4   | 4 | 1 | 1 | 2 | 1  | 4  | -3 |
| Cuba            | 3   | 4 | 0 | 3 | 1 | 4  | 6  | -2 |
| Guiana Francesa | 1   | 4 | 0 | 1 | 3 | 4  | 7  | -3 |
| Guiana          | 1   | 4 | 0 | 1 | 3 | 5  | 13 | -8 |

| Seleção               | Pts | J | V | E | D | GP | GC | SG |
| --------------------- | --- | - | - | - | - | -- | -- | -- |
| Barbados              | 12  | 4 | 4 | 0 | 0 | 17 | 4  | +3 |
| Belize                | 12  | 4 | 4 | 0 | 0 | 9  | 0  | +9 |
| São Cristóvão e Neves | 10  | 4 | 3 | 1 | 0 | 10 | 3  | +7 |
| Ilhas Caimã           | 7   | 4 | 2 | 1 | 1 | 5  | 5  | 0  |

| Equipe 1        | Total | Equipe 2              | 1.º jogo | 2.º jogo |
| --------------- | ----- | --------------------- | -------- | -------- |
| Guiana          | 9–4   | Barbados              | 4–1      | 5–3      |
| Guiana Francesa | 3–4   | Belize                | 1–2      | 2–2      |
| Cuba            | 5–2   | São Cristóvão e Neves | 1-2      | 4-0      |
| Guadalupe       | 7–0   | Ilhas Caimã           | 6–0      | 1–0      |

### Partidas
| 14 de novembro de 2024 | São Cristóvão e Neves   | 2 – 1     | Cuba         | Warner Park Sports Complex, Basseterre |
| 19:00 (UTC−4)          | Sawyers 8' · Burley 48' | Relatório | Paradela 40' | Público: 459 Árbitro: USA Tori Penso   |

| 14 de novembro de 2024 | Belize                             | 2 – 1     | Guiana Francesa | FFB Field, Belmopan                      |
| 19:00 (UTC−6)          | Bernárdez 67' (pen) · Martínez 75' | Relatório | Torvic 90+3'    | Público: 370 Árbitro: CRC Keylor Herrera |

| 15 de novembro de 2024 | Ilhas Caimã | 0 – 6     | Guadalupe                                                                           | Complexo Esportivo Truman Bodden, George Town      |
| 15:00 (UTC−5)          |             | Relatório | Mirval 12' · Leborgne 37' · Plumain 41' · Tillé 64' · Mixtur 71' · Owens 90' (g.c.) | Público: 194 Árbitro: MEX Adonai Escobedo González |

| 15 de novembro de 2024 | Barbados         | 1 – 4     | Guiana                                           | Wildey Astro Turf Stadium, Bridgetown     |
| 19:00 (UTC−4)          | Reid-Stephen 17' | Relatório | Glasgow 26', 56' · De Rosario 60' · George 90+2' | Público: 928 Árbitro: JAM Odette Hamilton |

| 18 de novembro de 2024 | Cuba                                                                      | 4 – 0     | São Cristóvão e Neves | Estádio Antonio Maceo, Santiago de Cuba |
| 15:00 (UTC−4)          | Hernández 40' · Piedra 45+3' (pen) · Paradela 50' · Reyes Azcuy 87' (pen) | Relatório |                       | Público: 3 500 Árbitro: SLV Iván Barton |

| 19 de novembro de 2024 | Guadalupe | 1 – 0     | Ilhas Caimã | Stade Roger-Zami, Le Gosier |
| 18:00 (UTC−4)          | Tillé 88' | Relatório |             | Árbitro: SLV Ismael Cornejo |

| 19 de novembro de 2024 | Guiana                                                             | 5 – 3     | Barbados                         | Synthetic Track and Field Facility, Leonora |
| 19:00 (UTC−4)          | De Rosario 27', 41', 45+2' · Glasgow 57' · Brathwaite 90+5' (g.c.) | Relatório | Gale 49', 67' · Reid-Stephen 63' | Árbitro: HON Selvin Brown                   |

| 19 de novembro de 2024 | Guiana Francesa              | 2 – 2     | Belize                           | Dr. Ir. Franklin Essed Stadium, Paramaribo |
| 20:00 (UTC−3)          | Nozile 48' · Haabo 89' (pen) | Relatório | Lopez 40' · Bernárdez García 52' | Árbitro: MEX Marco Ortiz                   |

## Fase final
A CONCACAF confirmou que SoFi Stadium em Inglewood será a sede da Fase final do torneio, onde as partidas serão realizadas entre os dias 20 e 23 de março de 2025, além disso o estádio na Califórnia sediará a Copa Ouro da CONCACAF de 2025 assim como a Copa do Mundo FIFA de 2026 nos Estados Unidos.

### Fase Final
|  | Semifinais              | Semifinais |                             |   | Final | Final |
|  |                         |            |                             |   |       |       |
|  | 20 de março – Inglewood |            |                             |   |       |       |
|  |                         |            |                             |   |       |       |
|  | Canadá                  | 0          |                             |   |       |       |
|  | Canadá                  | 0          | 23 de março – Inglewood     |   |       |       |
|  | México                  | 2          |                             |   |       |       |
|  | México                  | 2          | México                      | 2 |       |       |
|  | 20 de março – Inglewood |            | México                      | 2 |       |       |
|  |                         | Panamá     | 1                           |   |       |       |
|  | Estados Unidos          | Panamá     | 1                           | 0 |       |       |
|  | Estados Unidos          |            |                             | 0 |       |       |
|  | Panamá                  | 1          |                             |   |       |       |
|  | Panamá                  | 1          | Disputa pelo terceiro lugar |   |       |       |
|  |                         |            |                             |   |       |       |
|  | 23 de março – Inglewood |            |                             |   |       |       |
|  |                         |            |                             |   |       |       |
|  | Canadá                  | 2          |                             |   |       |       |
|  | Canadá                  | 2          |                             |   |       |       |
|  | Estados Unidos          | 1          |                             |   |       |       |

## Estatísticas

### Artilharia
2 gols (16)
- MTQ 
  Brighton Labeau
- HON 
 David Antonio Ruiz-Ochoa
- JAM 
Demarai Gray
- CRC 
 Francisco Calvo
- MEX 
 Henry Martín
- GUY 
 Isaiah Jones
- CAN 
 Jacob Shaffelburg
- TRI 
 Joevin Jones
- GUF 
 Jules Haabo
- HON 
 Luis Palma
- GUA 
 Oscar Santis
- USA 
 Ricardo Pepi
- SUR 
 Sheraldo Becker
- SUR 
 Virgil Roy Misidjan
- CRC 
 Warren Madrigal
- NCA 
 Widman Talavera

1 gol (49)
- CRC 
 Adrián Alonso Martínez
- CRC 
 Alejandro Jesús Bran
- HON 
 Alexander López
- CUB 
 Aniel Casanova
- HON 
 Anthony Lozano
- CRC 
 Ariel Lassiter
- PAN 
 César Blackman
- USA 
 Christian Pulisic
- TRI 
 Dantaye Gilbert
- SUR 
 Denzel Jubitana
- HON 
 Deybi Flores
- SUR 
 Djevencio van der Kust
- HON 
 Edwin Alexander Rodríguez
- SUR 
 Gleofilo Vlijter
- SUR 
 Jaden Sean Montnor
- NCA 
 Jaime José Moreno
- GUY 
 Jalen Jones
- GLP 
 Jordan Leborgne
- CAN 
Jonathan David
- HON 
 Jorge Benguché
- MEX 
 Jorge Sánchez
- GUA 
 José Carlos Pinto
- GUA 
 José Carlos Martínez
- PAN 
 José Fajardo Nelson
- PAN 
 José Luis Rodríguez
- CRC 
 Josimar Alcócer
- NCA 
 Juan Barrera
- CAN 
 Junior Hoilett
- CUB 
 Karel Espino
- CRC 
 Kenneth Vargas
- HON 
 Kervin Arriaga
- MTQ 
 Kévin Sebastien Appin
- GUF 
 Ludovic Baal
- NCA 
 Marvin Fletes
- JAM 
 Michail Antonio
- GUY 
 Omari Glasgow
- GUA 
 Óscar Castellanos
- GUF 
 Raphaël Galas
- MEX 
 Raúl Jiménez
- TRI 
 Real Nijn Gill
- CUB 
 Rey Ángel Rodríguez
- SUR 
 Ridgeciano Haps
- JAM 
 Romario Garfield Williams
- GUA 
 Rubio Rubin
- MTQ 
 Rudy Varane
- TRI 
 Sheldon Bateau
- GUY 
 Stephen Duke-McKenna
- USA 
 Timothy Weah
- CUB 
 Yasniel Matos Rodríguez

### Gol contra
1 gol (3)
- HON 
 Denil Maldonado (Contra a Jamaica)
- JAM 
 Di'Shon Joel Bernard 
 (Contra os Estados Unidos)
- NCA 
 Josué Quijano (Contra a Jamaica)